# T. Enami
T. Enami (江南 信國, Enami Nobukuni) (né le 17 février 1859 à Edo et mort le 16 avril 1929 ) est le nom commercial d'un photographe japonais de l'ère Meiji. Le « T. » de son nom commercial est censé représenter Toshi, bien qu'il ne l'a jamais épelé sur aucun document personnel ou professionnel.

## Biographie
Né à Edo (à présent Tokyo) durant la période du bakumatsu, Enami est d'abord l'élève puis l'assistant du photographe bien connu et collotypiste, Ogawa Kazumasa. Enami s'installe à Yokohama et ouvre un studio photographique dans Benten-dōri (rue Benten) en 1892. Situé à quelques portes plus loin de lui était l'atelier du déjà bien connu Tamamura Kōzaburō. Lui et Enami travaillent ensemble sur au moins trois projets connexes au fil des ans.
Enami devient discrètement le seul photographe de cette période connu pour travailler dans tous les formats populaires, y compris la production de photographies de grand format compilées dans ce qui est communément appelé « Albums de Yokohama ». Enami est alors le photographe japonais le plus prolifique d'images de petit format tels que les stéréoscopies et les images pour lanternes magiques. Les meilleures d'entre elles sont délicatement teintées à la main. Ses images dans tous les formats paraissent finalement dans les livres et périodiques qui comptent leur tirages par millions. Les verres de stéréoscopies japonaises d'au moins trois grands éditeurs américains sont faites entièrement d'images de T. enami.
Enami survit au séisme de 1923 de Kantō et reconstruit son studio détruit par le tremblement de terre et l'incendie subséquent. Après sa mort à 70 ans en 1929, son fils ainé Tamotsu reprend le studio jusqu'à ce qu'il soit de nouveau démoli en 1945 par les bombardements alliés de Yokohama durant la Seconde Guerre mondiale.

## Postérité
Parce que Tamotsu partage l'initiale « T » avec son père, les historiens de la photographie ont plus tard confondu l'attribution des photographies du père avec celles produites par son fils. Terry Bennett, dans son livre Photography in Japan 1853–1912 offre un intéressant commentaire  concernant le problème de l'attribution « père ou fils ». La famille Enami à Yokohama a plus tard résolu le mystère : Tamotsu n'était pas un photographe et T. Enami n'a jamais désigné Tamotsu Enami. Plutôt, le fils a maintenu le studio et continué la production et la vente de photographies anciennes de son père. Heureusement, grâce au partage du même prénom initial avec son père, il n'a pas eu à modifier les en-têtes ou étiquettes de la société. Ces révélations, et d'autres données biographiques sont parues dans un essai et une entrée de l'index de stéréoscopies écrits par Rob Oechsle, chercheur de photo basé à Okinawa et publié dans le volume suivant de Bennett, Old Japanese Photographs – Collectors' Data Guide,.
Philbert Ono de PhotoGuide Japan a également spéculé sur la possibilité que T. Enami a intentionnellement nommé son fils avec un T en premier dans l'espoir qu'il reprendrait un jour le studio.
Peut-être le plus grand honneur conféré à titre posthume à Enami est la sélection de l'un de ses images pour l'unique photo en médaillon apparaissant sur la couverture de la première édition de la monumentale Odyssey, The Art of Photography du magazine National Geographic. Enami est un des photographes qui contribue à la revue dès son début.

## Photographies de T. Enami

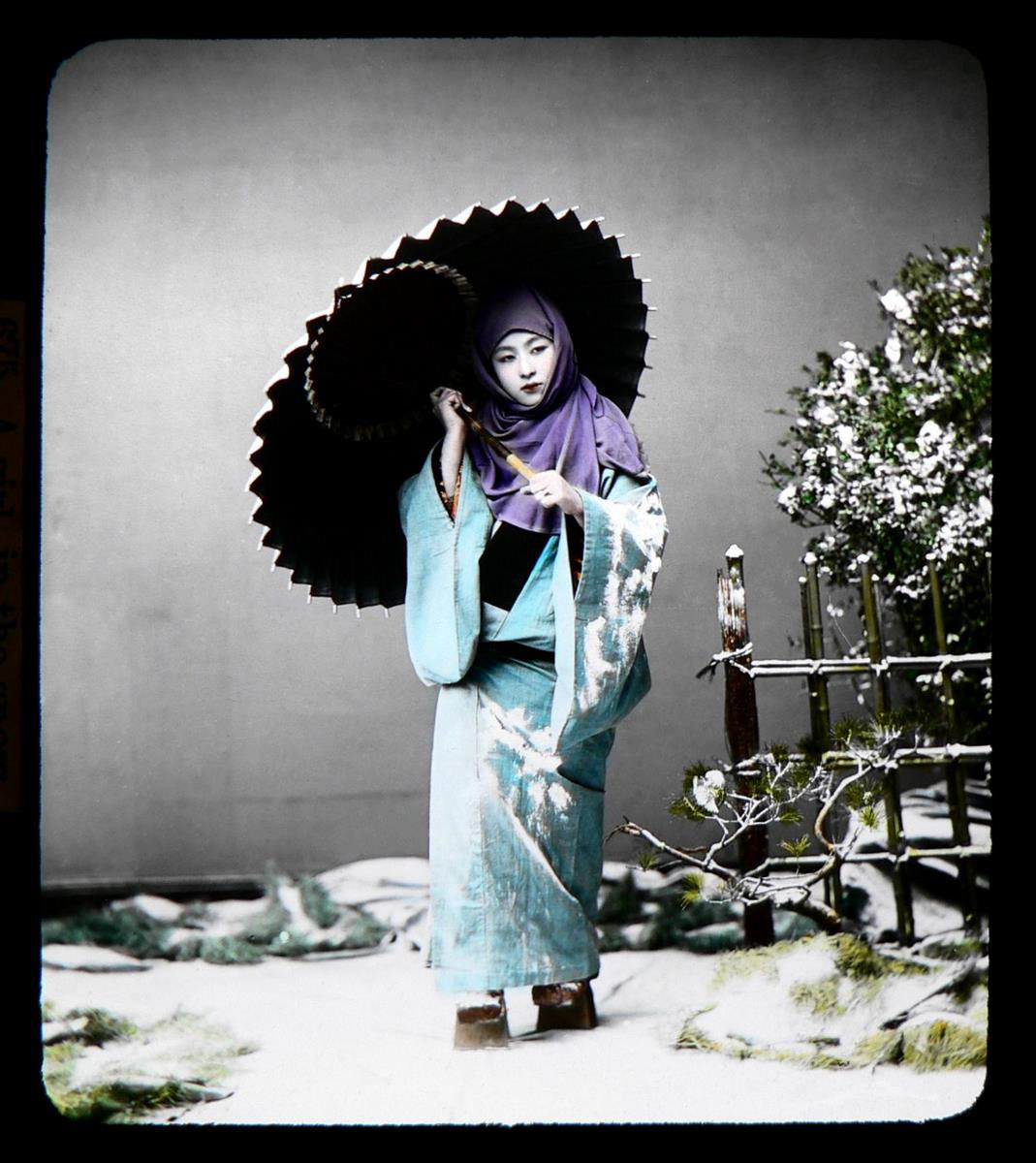
Jaune fille avec une ombrelle dans la neige
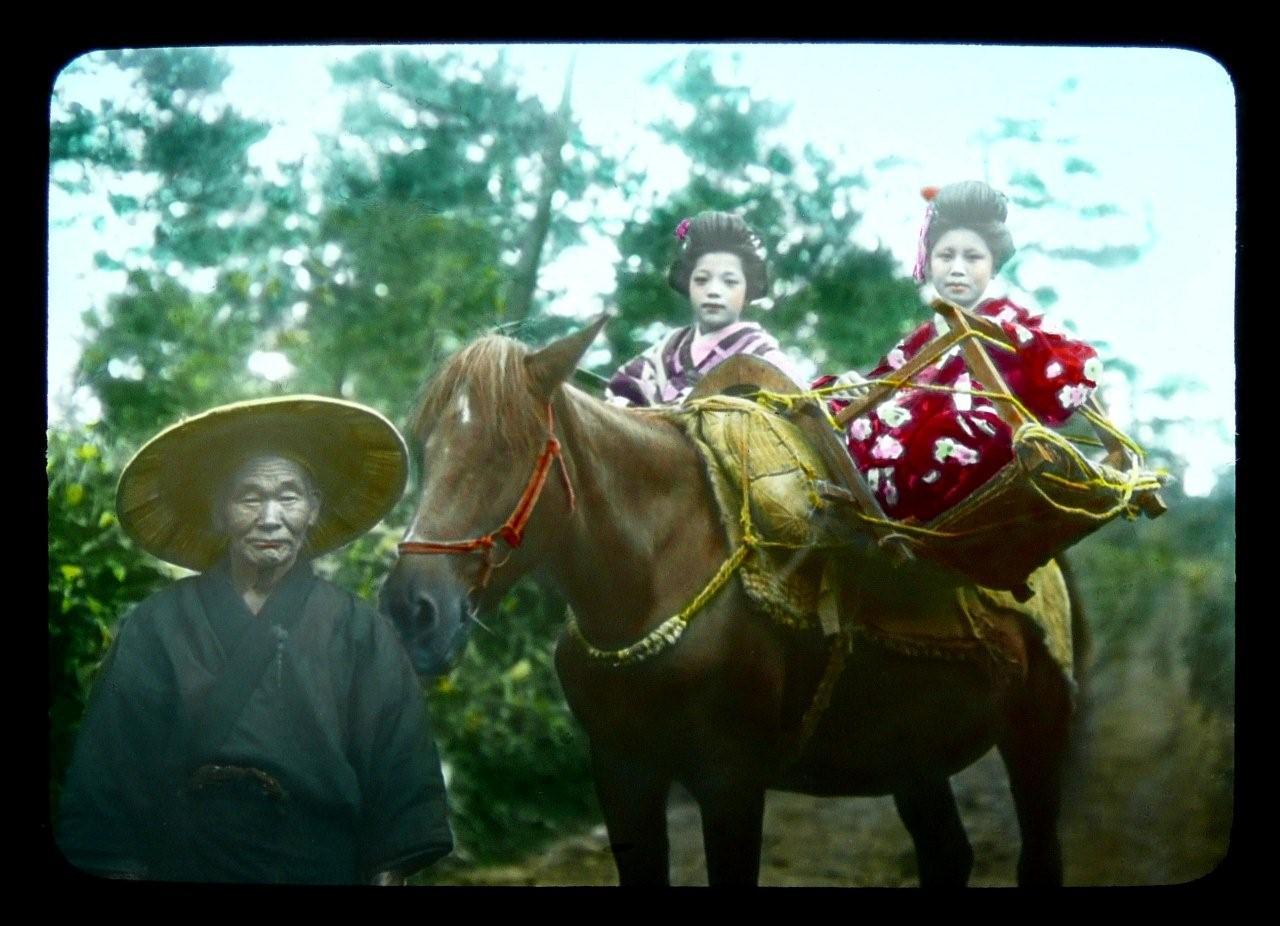
Cheval de bât japonais portant deux femmes
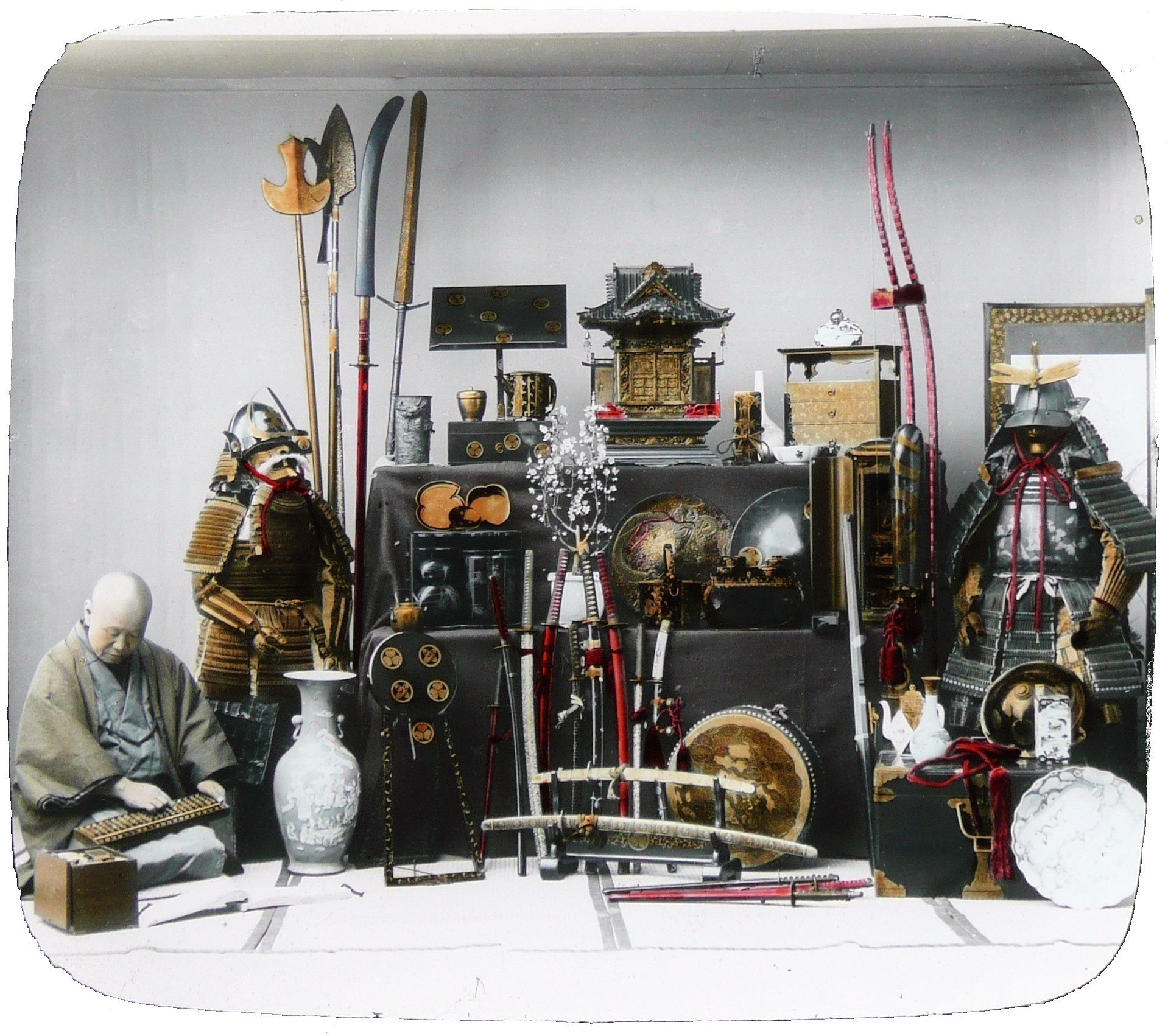
Attirail militaire japonais
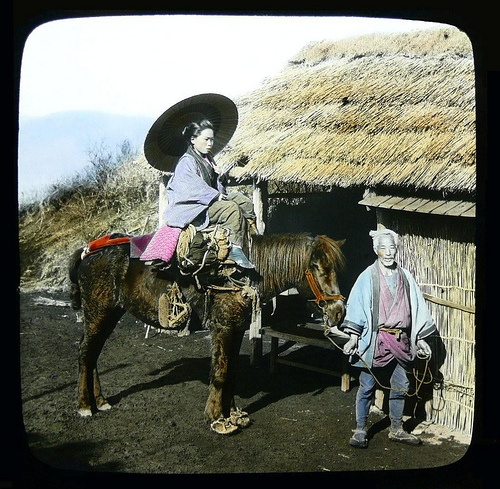
Femme sur un cheval de trait, 1892-1895